# Eleutherodactylus neiba
Eleutherodactylus neiba es una especie de anfibio anuro de la familia Eleutherodactylidae.

## Distribución geográfica
Esta especie es endémica de la provincia de Independencia en la República Dominicana. Se encuentra en la Sierra de Neiba.

## Descripción
Los 3 especímenes machos adultos observados en la descripción original miden de 12 a 13 mm de longitud estándar y las 4 especímenes hembras adultas observadas en la descripción original miden de 14 a 15 mm de longitud estándar.

## Etimología
El nombre de la especie le fue dado en referencia al lugar de su descubrimiento, la Sierra de Neiba.

## Publicación original
- Incháustegui, Díaz & Marte, 2015: Dos especies nuevas de ranas del género Eleutherodactylus (Amphibia: Anura: Eleutherodactylidae) de La Hispaniola. Solenodon, Revista Cubana de Taxonomía Zoológica, vol. 12, p. 136–149[2]